# Ceratothoa gaudichaudii
Ceratothoa gaudichaudii is een pissebed uit de familie Cymothoidae. De wetenschappelijke naam van de soort is voor het eerst geldig gepubliceerd in 1840 door H. Milne Edwards.